# Blankman
Blankman es una película de parodia de comedia de superhéroes estadounidense de 1994dirigida por Mike Binder y protagonizada por Damon Wayans y David Alan Grier . Fue escrito por Wayans y JF Lawton .

## Trama
De niños, Darryl y Kevin Walker crecieron como fanáticos de la serie de televisión Batman . Ahora que ha crecido, Darryl es un reparador torpe y nerd, mientras que su hermano Kevin es un camarógrafo de noticias sensacionalistas . Ambos viven con su abuela, quien es una ávida partidaria del concejal Marvin Harris, un político de su vecindario que se postula para alcalde en una plataforma anticorrupción. Kevin está interesado en dejar de hacer tabloides y hacer una historia seria sobre el mafioso Michael "The Suit" Minelli, pero sus intentos de hacerlo son rechazados por su jefe, Larry Stone, un pervertido adicto a las noticias de los tabloides. Darryl es demasiado optimista y casi infantilmente ingenuo ante las duras realidades de vivir en el centro de la ciudad (como el crackhouse de al lado), pero es un inventor brillante, ya que construyó un asistente robot móvil llamado J-5, entre otras creaciones. Una noche, después de que Harris gana elogios al rechazar públicamente un soborno de Minelli, los secuaces del mafioso asesinan a la abuela Walker en la sede de la campaña de Harris. El asesinato abre los ojos de Darryl a la decadencia urbana que lo rodea y comienza a luchar contra el crimen salvando audazmente a un anciano pasajero de tránsito de ser asaltado, pero se extralimita al asaltar la casa de crack de al lado para reprender a los pandilleros. Luego decide convertirse en un superhéroe vigilante, utilizando su experiencia técnica para crear armas y dispositivos. – en particular, una sustancia que hace que la ropa común sea a prueba de balas – por su cruzada de lucha contra el crimen, todo para disgusto de Kevin.
Después de que Darryl casi muere tratando de proteger a un ciudadano en la calle y es arrestado por la policía que lo ridiculizó después de que exigiera ver al comisionado de policía, Kevin lleva a Darryl a ver a un psiquiatra. No funciona a favor de Kevin, ya que Darryl niega ser un superhéroe y culpa a Kevin, a quien el psiquiatra intenta psicoanalizar. Kevin cambia de opinión y sigue con la fantasía, creyendo que es la forma en que Darryl hace frente al asesinato de su abuela, pero bajo la guía de iniciar una vigilancia en el vecindario. Cuando una niña les habla de una mujer embarazada atrapada en un ascensor, Darryl llega como su alter ego de superhéroe. Al dar a luz al bebé, está rodeado de muchos, incluidos los periodistas. Al preguntar su nombre, Darryl solo mira fijamente; Kevin dice que se ha quedado en blanco, lo que todos interpretan como su nombre: Blankman. Con el tiempo, Darryl usa su identidad de Blankman para proteger a varios miembros de la comunidad, construir una reputación e inspirar no solo a los ciudadanos de la ciudad, sino también a otros superhéroes de la vida real. Una persona interesada en él es Kimberly Jonz, una colega reportera de la que Kevin espera ganarse el afecto. Cuando Kimberly quiere saber si es posible conseguir una entrevista con Blankman, Kevin le ruega a Darryl que le permita entrevistarlo. Él cede, con la condición de que ella use un clavel . Llevándola en su Blank-Cycle en las vías del tren, la lleva a su escondite secreto: la "Estación en blanco", una estación de metro abandonada llena de todos sus inventos o, en sus palabras, "basura". Kimberly lo entrevista sobre cómo y por qué se dedicó a luchar contra el crimen y revela que fue por la muerte de su abuela. Impresionada por su heroísmo y modestia, Kimberly inmediatamente se enamora de él. Ella lo besa, solo para que él entre en pánico cuando tiene una erección.

El alcalde Harris intenta traer dinero externo para pagar los pagarés que la ciudad ha estado entregando a sus trabajadores y solicita que Blankman esté allí para proteger a la gente y recibir un premio especial. Cuando se libera el dinero, los secuaces de Minelli asaltan el banco y toman al alcalde como rehén, amenazando con detonar explosivos. A pedido del jefe de policía y los cánticos de la multitud, Blankman intenta salvar al alcalde; incluso con la ayuda de Kevin, no puede detener a los ladrones ni desactivar las bombas. Antes de que estallen las bombas, Darryl revela su identidad y el apoyo de su abuela al alcalde. Harris le desea lo mejor, le advierte que corra y dice que le contará a su abuela sobre Darryl. Blankman sale corriendo gritando cuando el banco explota, matando a Harris. La multitud, al ver su fracaso, se vuelve contra él y lo persigue por la calle. Ahora, un paria, Darryl renuncia a la lucha contra el crimen e incluso a una posible relación con Kimberly. Intentando llevar una vida normal, consigue un trabajo en un McDonald's .
Deseando una gran historia, Larry Stone se las arregla para contactar a Minelli e intercambia el conocimiento del amor de Blankman por Kimberly a cambio de una entrevista exclusiva. Mientras investiga el asesinato de Minelli y la abuela Walker, Kimberly se da cuenta de su verdadera identidad y llama a Kevin para darle la noticia, solo para que Minelli tome a Kimberly como rehén. Pensando que está hablando con Blankman, Minelli amenaza con matar a Kimberly si Blankman no aparece. Kevin corre al lugar de trabajo de Darryl con la noticia, pero Darryl se niega a ayudar hasta que Kevin revela que Minelli mató a su abuela. Se van y cambian a sus identidades de superhéroes: Blankman y Kevin aceptan usar un disfraz él mismo, el "Otro tipo". Los dos héroes corren hacia la estación de televisión, donde Minelli asesinó a un reportero y amenaza a otros, incluido Stone. Los dos se involucran en una pelea con los matones de Minelli, pero pierden. Los colocan en un tanque de agua y los dejan ahogarse, con Stone y Kimberly encadenados y dejados morir, y Minelli tiene bombas escondidas para destruir el edificio. Blankman llama a J-5 para salvarlos y lo logra. Luego, el dúo encuentra las bombas en el baño de mujeres y mete los explosivos dentro de J-5, mientras él libera a Kimberly (Stone se queda atrás, como una broma de Other Guy). Una vez afuera, los explosivos detonan, destruyendo J-5. Angustiado, Blankman jura venganza .
Siguiendo a Minelli hasta el escondite de su fábrica, Blankman y Other Guy se preparan para la batalla final. Otro tipo tiene exceso de confianza y resulta herido porque su disfraz no es a prueba de balas. Blankman luego derrota a los matones de Minelli con sus " newchucks " eléctricos y activa sus patines a reacción para capturar a Minelli, entregándolo a la policía y finalmente vengando la muerte de su abuela. Blankman, esta vez con Other Guy, es nuevamente reconocido como un héroe por la gente y recibe el Premio Mayor Harris por su destacado servicio comunitario en una ceremonia en su honor, mientras que Other Guy recibe una camiseta de Blankman, para su disgusto. Después de la ceremonia, Kevin le presenta a Kimberly a Darryl. Los dos tienen una conversación ligera hasta que Kimberly finge ver a un ladrón de bolsos, lo que pone a Darryl en alerta máxima. Fue un truco, ya que Kimberly revela que ya sabe que Darryl es Blankman; para probarlo, besa a Darryl, haciéndolo caer al suelo vergonzosamente como antes. La película termina con una toma de una pancarta que dice "Te amamos, Blankman ... y el otro tipo".

## Elenco
- Damon Wayans como Darryl Walker/Blankman, un niño nerd y crédulo. Decide convertirse en un superhéroe para cambiar su vecindario. Su mejor amigo es un robot casero, "J-5".
  - Michael Wayans como el joven Darryl
- David Alan Grier como Kevin Walker/Other Guy, el cínico hermano mayor de Darryl, que trabaja como camarógrafo para las noticias locales. Inicialmente no tiene interés en ser un superhéroe, pero luego cambia de opinión y se une a Darryl como su compañero, Other Guy. Se muestra a sí mismo como un artista marcial natural después de ayudar a defender a Darryl en su primera aparición como Blankman.
  - Damon Wayans Jr. como el joven Kevin
- Jon Polito como Michael "The Suit" Minelli, un mafioso afable, malicioso y mezquino que acosa constantemente al alcalde Harris. También es responsable de la muerte de la abuela de Darryl y Kevin, Eleanor Walker.
- Robin Givens como Kimberly Jonz, presentadora de noticias de televisión y el interés amoroso de Darryl y Kevin. Si bien no tiene ningún interés en Kevin, se enamora de Blankman/Darryl casi al instante.
- Jason Alexander como Larry Stone, el jefe egoísta, pervertido y exaltado de Kimberly y Kevin. Él usa una silla de ruedas.
- Lynne Thigpen como Eleanor Walker, la difunta abuela de Darryl y Kevin. A pesar de ser una abuela amorosa, tiene una boca inteligente, lo que finalmente la lleva a su perdición.
- Christopher Lawford como el alcalde Marvin Harris
- Nick Corello como Sammy the Blade, la mano derecha de Minelli y el asesino que mata a la abuela Walker.
- Harris Peet como Comisionado Ganancias
- Arsenio Hall como él mismo
- Tony Cox como el hombre enano

## Recepción
Blankman fue criticado por los críticos y fue una decepción de taquilla. Tiene una calificación de "podrido" del 12% en Rotten Tomatoes, según 17 reseñas con una calificación promedio de 3.8/10. La película se convirtió en un éxito de culto a través de videos caseros.

## listas de fin de año
- Top 10 peores (no clasificados) – Betsy Pickle, Knoxville News-Sentinel [8]
- Los 18 peores (en orden alfabético, sin clasificar) – Michael Mills, The Palm Beach Post [9]
- Peores películas (no clasificadas) – Jeff Simon, The Buffalo News [10]